# Esperanza Aguirre

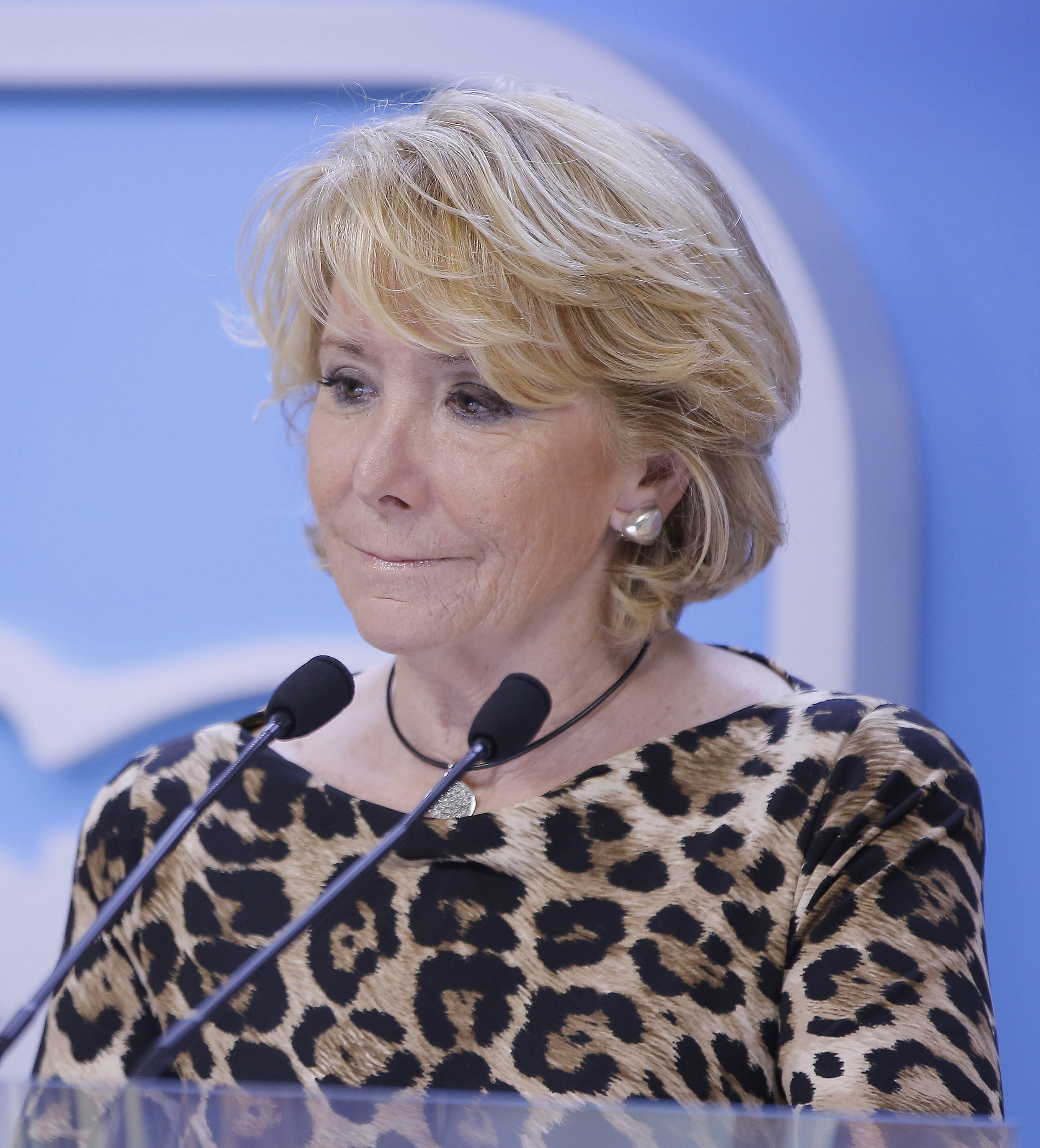
Esperanza Aguirre (2014)

Esperanza Aguirre y Gil de Biedma (* 3. Januar 1952 in Madrid) ist eine spanische Politikerin. Sie war von 2003 bis 2012 Präsidentin der Autonomen Gemeinschaft Madrid und von 2004 bis 2016 Vorsitzende des Partido Popular Madrid. Sie trat 2016 aufgrund der Korruptionsvorfälle in ihrer Partei zurück.

## Werdegang
Nach dem Studium der Rechtswissenschaften schlug Aguirre zunächst eine Beamtenlaufbahn ein, bevor sie unter der ersten Regierung von José María Aznar Ministerin für Bildung und Wissenschaft (1996–1999) wurde. Von 1999 bis 2002 war sie die erste (und bislang einzige) Präsidentin des Senats von Spanien. Ab 2003 war sie Präsidentin der Autonomen Region Madrid; im September 2012 trat sie aus gesundheitlichen Gründen ab. 2004 wurde sie Vorsitzende des konservativen Partido Popular (PP) in der Region Madrid.
Im März 2015 wurde sie als Kandidatin des PPs für den Posten des Bürgermeisters von Madrid für die Ende Mai 2015 stattfindenden Kommunalwahlen aufgestellt, verlor aber knapp gegen Manuela Carmena, die von den Linksparteien PSOE und Podemos aufgestellt war.
Am 14. Februar 2016 trat Esperanza Aguirre von ihrem Amt als Präsidentin der PP der Autonomen Region Madrid aufgrund der schwerwiegenden Korruptionsvorwürfe gegen die Partei zurück.
Auf einer Pressekonferenz erläuterte sie ihren Schritt u. a. mit folgenden Worten: „Ich sprach mit Rajoy und er versteht diesen Schritt. Die Korruption tötet uns alle. Die Menschen wollen nicht mehr, die Menschen wollen Gesten und meine Geste bedeutet, dass ich die politische Verantwortung übernehme. Ich wollte Francisco Granados als Generalsekretär der Madrider PP und die Tatsache, dass dieser noch immer Im Gefängnis ist, bedeutet, dass dieser etwas schwerwiegendes getan hat. Ich bin nicht die Hauptbeschuldigte aber ich trage die politische Verantwortung.“
Am 24. April 2017 trat Esperanza Aguirre von ihren verblieben Ämtern als Sprecherin des Partido Popular im Rathaus von Madrid und als Ratsherrin zurück. Als Begründung gab sie an, dass sie sich von ihrer rechten Hand Ignacio González durch seine Verwicklungen in den Korruptionsskandal und die Veruntreuung öffentlicher Gelder im Zusammenhang mit der „Operation Lezo, getäuscht und verraten fühle“.

## Privates
Als Gräfin von Bornos und Grande de España gehört sie dem spanischen Hochadel an. Sie ist verheiratet und hat zwei erwachsene Kinder.